# لائورا باسی

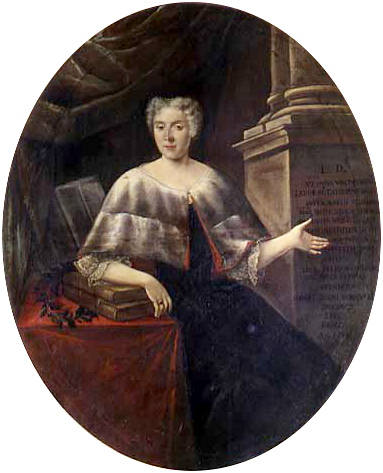
پرتره Laura Maria Caterina Bassi در دانشگاه بولونیا

لائورا ماریا کاترینا باسی (Laura Maria Caterina Bassi) زن فیزیک‌دان و پروفسور ایتالیایی و ملقب و شناخته شده به اسم مینرو (خدایگان دانایی) بود.
او اولین زنی بود که موفق به کسب درجات علمی بالا و دومین زنی بود که به دکترای فلسفه دست یافت. او در دانشگاه بولونیا کار می‌کرد. لائورا ماریا اولین استاد زن دانشگاه بود که در قبال تدریس حقوق می‌گرفت (بیشترین حقوق در دانشگاه) و تا آخر زندگانی خود ۲ مقام پروفسوری دیگر را هم به دست آورد. او اولین زنی بود که در هر نوع از سازمان یا نهاد علمی به عضویت درآمد و عضو آکادمی علمی دانشگاه بولونیا بود.
باسی تحصیلات رسمی نداشت و از ۵ تا بیست سالگی تحت آموزش خصوصی بود و توانست در زمینه‌های اصلی، مانند ریاضی و علوم تسلط خوبی به دست آورد. هنگامی که بندیکت چهاردهم (اسقف بولونیا) به توانایی‌های او پی برد، حامی او شد. به همین ترتیب او توانست از ۴۹ پایان‌نامه خود به صورت علنی و عمومی دفاع و در تاریخ ۱۲ مِه ۱۷۳۲ دکترای خود را دریافت کند و از آن پس او اولین زنی بود که در دانشگاه با رتبه علمی دکترا تدریس می‌کرد، با این محدودیت که نمی‌توانست به کلاس‌هایی که تماماً مرد هستند درس بدهد. پس از آن بندیکت چهاردهم به او کمک کرد تا کلاس‌های خصوصی خود را نیز دایر کند و همچنین بتواند از آزمایشگاه‌های دانشگاه بولونیا استفاده کند که مجوز آن در سال ۱۷۴۰ توسط دانشگاه بولونیا به او داده شد. پس از گذشت مدتی، باسی محبوب‌ترین فرد در زمینه مکانیک کلاسیک در ایتالیا بود.

## زندگی‌نامه
لائورا ماریا کاترینا باسی در بولونیای ایتالیا از یک وکیل موفق، جوزپه باسی و همسرش، روزا ماری سزارعی به دنیا آمد. تاریخ‌های زادروز مختلفی از او در دسترس هستند: ۲۰ اکتبر، ۲۹ اکتبر، ۳۰ اکتبر و ۲۹ نوامبر که دانشگاه بولونیا و آثار علمی او، تاریخ ۲۹ اکتبر را تأیید می‌کند.
در نوجوانی به مدت هفت سال تحت آموزش خصوصی بود. پسر عمویش از ۵ سالگی به او درس‌های لاتین، فرانسوی و ریاضی آموخت. از سن ۱۳ تا ۲۰ سالگی علومی مانند: فلسفه، متافیزیک، منطق و فلسفه طبیعی را با گائتانو تاکونی، پزشک خانواده و استاد پزشکی در دانشگاه بولونیا، فراگرفت. با وجود توصیه گائتانو تاکونی برای دوری از آموزه‌های بحث‌برانگیز دکارتی، هنگامی که باسی علاقه خود را به مکانیک کلاسیک دریافت، از گائتانو تاکونی جدا شد.
هوش و تحصیل باسی نظر بندیکت چهاردهم، اسقف اعظم بولونیا در سال ۱۷۳۱، را به خود جلب کرد و پس از آن، اسقف حامی اصلی باسی در ادامه راه بود. او مناظره ای عمومی در مقابل ۴ پروفسور دانشگاه بولونیا در تاریخ ۱۷ آوریل ۱۷۳۲، برای باسی ترتیب داد و در سال ۱۷۳۲ و در سن ۲۰ سالگی، باسی به صورت عمومی و علنی از ۴۹ پایان‌نامه خود در زمینه مطالعات فلسفی در سالن بزرگانِ ساختمان عمومی دفاع کرد. دانشگاه بولونیا در ۲۰ مِه همان سال به او مدرک دکترایش را اعطا کرد. او تبدیل به اولین زنی شد که دکترای خود را در مقاطع علمی و دومین زن پس از النا کورنارو پیسکوپیا - ۵۴ سال قبل - که در فلسفه دکترا گرفت، دریافت کرد.
در تاریخ ۷ فوریه ۱۷۳۸ باسی با جوزف وراتی، پزشک و مدرس آناتومی دانشگاه بولونیا ازدواج کرد. این دو نفر روابط کاری سطح بالا و پیچیده زیادی با یکدیگر داشتند. این گونه استدلال می‌شود که باسی از ازدواج خود الهام گرفته تا شروع به مطالعه فیزیک تجربی کند. تعداد فرزندان این دو زوج دقیقاً مشخص نیست اما طی گزارشها و روایت‌هایی ۸ یا ۱۲ فرزند داشتند که سوابق غسل تعمید وجود ۸ بچه را نشان می‌دهد.

### دانشگاه بولونیا
در تاریخ ۲۷ ژانویه ۱۷۳۲ ، لائورا ماریا کاترینا باسی، از ۱۲ پایان نامه دیگر خود در آرچیگیناسازیو، اصلی ترین ساختمان دانشگاه بولونیا، دفاع کرد. عمل وی، برای دادخواست موقعیت تدریسی به سنای دانشگاه بود. پایان نامه های وی، شامل انواع گسترده ای از موضوع هایی مانند شیمی، فیزیک، هیدرولیک، ریاضی، مکانیک و تکنیک ها بود. سر انجام، در تارین ۲۹ اکتبر ۱۷۳۲، سنای دانشگاه، کاندیداتوری باسی را به او اعطا کرد و او به عنوان پروفسور فلسفه طبیعی منصوب شد ( معادل دکترای افتخاری در امروز ) . پس از آن او مبدل به اولین زن سخنران حقوق بگیر جهان شد و رسماً کار آکادمیک خود را آغاز کرد.
اولین سخن رانی او، عنوانِ "روی دیگر اجسام آب یک عنصر طبیعی جهان" را با خود داشت که عنوان سخن رانی از زبان لاتینی به فارسی ترجمه شده است. طبق باور قدیمی که زنان را محدود میکرد و میگفت زنان باید زندگی و رفتار خصوصی تری داشته باشند، دانشگاه او را به نصبت، بیشتر از استادانِ مرد در ارائه سخن رانی‌ها محدود میکرد. سپس او برای حقوق برابر، بین زنان و مردان در مبحث تدریس جنگید، اما نتوانست به نتایج مطلوب دست پیدا کند . از سال‌های ۱۷۴۶ تا ۱۷۷۷ ، باسی فقط سالی یک پایان نامه، آن هم در موضوع هایی مانند جاذبه و الکتریسیته ارائه میداد . گزارش‌ها حاکی ازآن است که لائورا ماریا کاترینا باسی در ادامه، ۳۱ پایان نامه‌ی دیگر به دانشگاه ارائه کرد. در سال ۱۷۳۹ دادخواست او برای تدریس برابر بین زن و مرد، توسط لمبرتینی ( بندیکت چهاردهم ) و فلامینو اسکارسلی ( دبیر سفیر بولونیزی در دادگاه پاپ ) مورد حمایت واقع شد اما او نتوانست موفق شود، در عوض او از اجازه تدریس خصوصی و حمایت هایی برای انجام آزمایش های علمی در خانه خود در سال ۱۷۵۹ برخوردار شد. این اتفاق برای او فرصتی فراهم کرد تا بتواند با دوری از محدودیت هایی که دانشگاه برای او فراهم میساخت، به کشف ایده های جدید بپردازد.
سنای دانشگاه بولونیا از لائورا ماریا کاترینا باسی این انتظار را داشت تا در رویدادهای دانشگاه شرکت کند، زیرا او نماد و شخصیتی سیاسی بود. کارناوال‌های آناتومی، کالبد شکافی‌هایی که عموم میتوانستند با تهیه بلیط در آن شرکت نمایند، رویدادی بود که از او انتظار میرفت تا در آن ها شرکت نماید، زیرا این کارناوال ها، از ویژگی‌های عمومی دانشگاه بود که میتوانست توجه و نظر افراد خارجی و افراد مهم جامعه را به دانشگاه جلب کند. لائورا ماریا کاترینا باسی به صورت سالیانه در سال ۱۷۳۴ شروع به شرکت در این رویدادها کرد.
در سال ۱۷۷۲ پائولو بالبی، پروفسور فیزیک تجربی، به صورت ناگهانی‌ای جان سپرد. اگر چه که همسر باسی، دستیار دراز مدت بالبی بود، اما باسی به این باور داشت که میتواند جای خالی پروفسور بالبی را پر کند و در سال ۱۷۷۶، در سن ۶۵ سالگی، او به کرسی فیزیک تجربی، توسط مؤسسه علوم بولونیا منصوب شد و همسرش در نقش دستیار آموزشی همراه او بود.

### کار و تجارب
بعد از ازدواجش با جوزف وراتی، او میتوانست در خانه خود به صورت منظم، به سخن رانی بپردازد. در طول دهه ۱۷۶۰ باسی و همسرش، شروع به مطالعه‌ای تجربی در مورد الکتریسیته کردند. این باعث جلب توجه استعدادهایی مانند ژان-آنتوان نله  و دیگران به سوی بولونیا برای مطالعه الکتریسیته شد.
او عمدتاً علاقه‌مند به مکانیک کلاسیک بود و او در دوره‌هایی در همین زمینه به مدت ۲۸ سال تدریس کرد. او یکی از افراد کلیدی در معرفی ایده های نیوتون در مورد فیزیک و فلسفه طبیعی بود. همچنین او تجربه زیادی در همه‌ی ابعاد فیزیک، که خودش آن‌ها را بدست آورد بود داشت. به دلیل این که مکانیک کلاسیک و تئوری الکتریسیته فرانک اشتاین در لیست رشته‌های دانشگاه بولونیا نبود، باسی آن ها را به صورت خصوصی تعلیم میداد. در طول زندگی خود او ۲۸ مقاله نوشت با مهوریت اصلیِ فیزیک و هیدرولیک، همچنین او هیچ کتابی ننوشت و فقط ۴ عدد از مقاله های او چاپ شد.
باسی با مشکل‌های مالی زیادی برای انجام آزمایش‌های خود رو به رو بود. به‌طور مثال در یکی از مقاله هایش اینگونه نوشت که، "برای انجام آزمایش‌هایم و با توجه به این که اگر بخواهم پیشرفت و کامل کردن آنها را ادامه بدهم، در هزینه های مداوم ناشی از آن به کمک نیاز دارم، من تقریباً ناامید شده‌ام" و این در حالی بود که او و دومنیکو گالئازی در آن زمان بیشترین حقوق را در بین همکاران داشتند.

### روابط اجتماعی و مکاتبت‌ها
مراسم دفاعیه، دریافت هدایا و اولین سخن رانی باسی، به دلیل برگزاریشان در سالن عمومی بولونیا - Palazzo Pubblico یکی از مهم ترین سازه‌های شهر، مورد توجه بودند. این رویداد ها نه تنها توسط نخبه ها و دانشجویان مورد توجه قرار گرفت بلکه بازخوردهایی از شخصیت های اصلی سیاسی و مذهبی شهر نیز دریافت کرد.
یکی از مهم ترین حامیانِ باسی بندیکت چهاردهم بود، کسی که کارهای علمی او را تشویق کرد. او همیشه دانشگاه بولونیا را پشتیبانی میکرد. هنگامی که اعضای انستیتوی علمی، خواستند باسی را از جایگاه پروفسوری دور کنند، بندیکت چهاردهم مداخله کرد و مانع این عمل شد.
در ۱۷۴۵، لامبرتینی (بندیکت چهاردهم) گروهی ۲۵ نفره، متشکل از نخبه‌ها ایجاد کرد به نام بندیتینی‌ها. باسی بسیار کوشید تا عضو این این گروه شود اما با بازخوردهایی متفاوت از دیگر هم‌دانشگاهی‌ها دریافت کرد.لامبرتینی او را به عنوان عضو اضافه برگزید، تنها عضو زن گروه که به اندازه مردان حق رأی نداشت.
تنها تعداد کمی از کارهای علمی او بجای مانده اما با استناد بر شواهد میتوان کارهای مثبت علمی وی را کاملاً مشهود یافت. افرادی مانند ولتر، چزاره بکاربا، فرانچسکو آلگاروتی، راجر جوزف بوسکویچ، شارل بونه، ژان-آنتوان نله، پائولو فریزی، لازارو اسپالانزانی و آلساندرو ولتا در نوشته‌های خود به این نکته شهادت میدهند. ولتر زمانی به باسی نوشت، "در لندن هیچ باسی‌ای وجود ندارد و من بسیار خوشحال‌تر خواهم بود اگر به آکادمی بولونیای شما اضافه شوم (احتمالاً منظور ولتر این بوده که به دانشگاه بولونیا برود) تا این که در آکادمی انگلیس باشم، هرچند اگر، نیوتون هم ساخته باشد".
فرانچسکو آلگاروتی نیز تعدادی شعر در وصف او سروده است.

## مرگ
باسی در تاریخ ۲۰ فوریه ۱۷۷۸ در سن ۶۶ مرد، سلامتی او طی مدت‌ها به دلیل حاملگی‌های مکرر رو به زوال گذاشته بود.دلیل مرگ او به صورت "دردی در قفسه سینه" (حمله قلبی) ثبت شده است.مراسم خاکسپاری باسی در کلیسای کرپوس دومینی بولونیا انجام شد.در مراسم خاکسپاری وی اعضای بندیتینی‌ها حضور داشتند. وی در روبه‌روی همکارش دفن شد .

## جوایز و افتخارات
دومنیکو ماریا فراتا (نقاش ایتالیایی) و آنتونیو لازاری (حکاک ایتالیایی) یک مدال برنزی، برای جشن گرفتن اولین سری کلاس‌های باسی تحت عنوان "معلم عمومی و مجری‌گری" به او اهدا کردند. روی مدال، عکس باسی و در طرف دیگر، جمله "oli cui fas vidisse Minervam" که تقریباً ترجمه فارسی این جمله به صورت "فقط تو میتوانی مینرو را ببینی" می‌باشد، حک شده بود. بعد از مرگ او مجسمه‌ای یادبود، برای او ساخته شد و در مؤسسه علمی بولونیا قرار گرفت. وی در مجامع ادبی بسیاری نیز شناخته و عضو شده بود و مکاتبات گسترده‌ای با بزرگترین نویسنده های اروپا داشت. او به خوبی با ادبیات کلاسیک مانند ادبیات ایتالیا و فرانسه آشنایی داشت.